# イナ・バウアー
イナ・バウアー＝ツェーネス（Ina Bauer-Szenes , 1941年1月31日 - 2014年12月13日）は、1950年代に活躍した旧西ドイツのフィギュアスケート選手。

## 経歴
1957-1959年の3年間、ドイツチャンピオンとなり、1959年欧州選手権4位、1958年世界フィギュアスケート選手権4位、1959年も4位だった。
1968年までのフィギュアスケート競技会は規定の得点が6割も占め、彼女はコンパルソリーを苦手としていたので国際大会でメダルに手が届かなかった。米国コロラドスプリングスで、エドゥアルド・スコルダンのもとでスケートを学び、そこでムーヴズインザフィールドのひとつ、イナバウアーを生み出す。
1960年の欧州選手権のコンパルソリーを終えた時点で、父親からのプレッシャーに耐えられずにショートプログラム前に大会を棄権して、アマチュアを引退した。当時スキャンダルと騒がれた。
現役引退後は映画に出演したり、アメリカでアイスショー「アイス・フォリーズ」に出演した。ここで滑ったことで、イナバウアーが広く知られるようになった。ハンガリーのフィギュアスケーター、イシュトヴァン・セネシュと結婚。後に地元のクレーフェルトで手工業ビジネスを立ち上げたり、クレーフェルトのフィギュアスケートクラブでコーチを務めるなどした。
2014年12月13日に死去。73歳

## イナ・バウアー杯
彼女の地元、クレーフェルトのアイスリンクでは彼女の名前を冠した大会Ina-Bauer-Pokal（イナ・バウアー杯）があり、2012年で33回目になる。この大会は国際大会とは違い、ノービス、ジュニア、初心者などの愛好者を対象としている。しかしこの大会で2005年に優勝したニコル・ショットはドイツ選手権でも優勝している。

## 戦績
| 大会         | 1955-56 | 1956-57 | 1957-58 | 1958-59 | 1959-60 |
| ------------ | ------- | ------- | ------- | ------- | ------- |
| 世界選手権   | 20      | 11      | 4       | 4       |         |
| 欧州選手権   | 13      | 10      |         | 4       | 棄権    |
| ドイツ選手権 | 2       | 1       | 1       | 1       |         |

## 映画出演
- 白銀に躍る Kauf dir einen bunten Luftballon（1961年）
- 空から星が降ってくる Ein Stern fällt vom Himmel（1962年）

共演は共にオーストリアのアルペンスキーのスーパースターでこの当時映画俳優として活躍していたトニー・ザイラー。「空から星が降ってくる」は後半はバウアーとプロスケーターによるアイスショーという構成になっている。